# Kazenski karton
Kazenski karton se uporablja v mnogih športih kot način opozarjanja, grajanja ali kaznovanja igralcev, trenerjev ali drugih članov moštva. Kazenske kartone najpogosteje delijo športni sodniki, ki s tem pokažejo, da je igralec napravil prekršek. Sodnik naj bi karton dvignil nad svojo glavo in pri tem z roko kazal na igralca, kateremu je karton namenjen. 
Pomen vsakega kazenskega kartona se razlikuje od športa do športa. Barva in/ali oblika kartona sta tisti, ki določata resnost prekrška in stopnjo kazni. Najpogostejša kazenska kartona sta rumeni karton, ki se ga največkrat podeli kot opozorilo igralcu ali kot začasno izključitev, ter rdeči karton, ki se ga največkrat podeli za resen prekršek in pomeni takojšnjo prepoved nadaljevanja igre.

## Izvor
Idejo uporabe brezjezikovnih pobarvanih kartonov za namen komunikacije med igralcem in sodnikom je prvi predstavil britanski nogometni sodnik Ken Aston. Astona so imenovali v Sodniški odbor Fife in je bil tako odgovoren za celotno sodniško delo na Svetovnem nogometnem prvenstvu 1966, ki je potekalo v Angliji. V četrtfinalu sta se na stadionu Wembley med sabo pomerili izbrani vrsti Anglije in Argentine. Po tekmi se je v medijih pojavljalo, da je sodnik Rudolf Kreitlein med tekmo ustno opozoril Bobbyja in Jacka Charltona. Ker je bilo nejasno, kaj to opozorilo sploh pomeni, je po tekmi angleški selektor Alf Ramsey na Fifo naslovil prošnjo po razjasnitvi situacije. Ta incident je dal Astonu misliti in začel se je ukvarjati s tem, kako prikazati sodniško odločitev, da bo jasna tako igralcem kot tudi gledalcem. Prišel je do zaključka, da je najenostavnejša rešitev vpeljava barvne sheme kot pri semaforjih (rumena - opozorilo, rdeča - ustavi). Barvna shema se je pokazala tudi kot zelo priročna rešitev, saj so s tem zaobšli vse jezikovne prepreke in obenem do potankosti pojasnili, če je bil nek igralec zgolj opozorjen ali tudi izključen. Barvne kartone (rumeni karton - opozorilo, rdeči karton - izključitev) so tako prvič v zgodovini uporabili na Svetovnem nogometnem prvenstvu 1970 v Mehiki. Odtlej se je uporaba kazenskih kartonov širila in leta 1992 postala stalna praksa na vseh nivojih nogometnih tekmovanj. Sistem kazenskih kartonov so prevzeli tudi drugi športi, sicer vsak malenkostno po svoje, tako da se sistem kartonov ujema s pravili v posamezni športni panogi.

## Najpogostejša kazenska kartona

### Rumeni karton
Rumeni karton je prisoten v številnih športih. Njegov pomen je od športa do športa drugačen, a vendar se ga največkrat podeli kot opozorilo igralcu ali kot začasno izključitev.
- Nogomet: v nogometu sodnik pokaže rumeni karton igralcu, ki je storil večji prekršek, poleg tega pa si zapiše igralčevo številko v posebno knjižico.[2] Rumeni karton lahko prejme le igralec na igrišču ali rezervni igralec (bodisi na igrišču bodisi na klopi), nikakor pa ne trener ali kateri drug moštveni funkcionar.[2]

Igralec, opozorjen z rumenim kartonom sme nadaljevati igro, drugi rumeni karton pa avtomatsko pomeni rdeči karton in takojšnjo izključitev - igralec mora v tem primeru zapustiti igrišče ter se umakniti v garderobo. Igralca, ki je bil izključen zaradi dveh rumenih kartonov moštvo, trener ne sme nadomestiti z drugim igralcem.
Po pravilih svetovne nogometne zveze se lahko rumeni karton podeli v naslednjih primerih:
1. Nešportno obnašanje
2. Nestrinjanje z gestami ali besedami
3. Nenehno kršenje pravil igre
4. Zavlačevanje igre
5. Postavitev živega zidu preblizu žoge pri izvajanju kotov ali prostega strela
6. Vstopanje v igro brez sodnikovega dovoljenja
7. Namerno zapuščanje ali vstopanje na igrišče brez dovoljenja sodnika
8. Slačenje dresa pred uradnim koncem tekme

- Avstralski nogomet: V tem športu pomeni rumeni karton 15 minut izključitve za igralca.

- Bandy: Rumeni karton pomeni opozorilo celotni ekipi za tehnične prekrške, med katere sodijo napake pri izvajanjih golavtov ali prostih strelov in oviranje igralca brez žoge.[3] Po prejetem rumenem kartonu ekipa za nadaljnje tehnične prekrške prejme beli karton, ki avtomatično pomeni petminutno kazen.

- Hitra hoja: Podelitev rumenega kartona pomeni, da se tekmovalčeva noga ob dvigu zadnje noge ni dotikala tal ali da sprednja noga ni bila iztegnjena ob dotiku s tlemi. V obeh primerih gre za prekršek in drugi rumeni karton se avtomatično pretvori v rdečega. Če prejme tekmovalec rdeči karton s strani treh različnih sodnikov, je zanj tekmovanje končano, saj je uradno diskvalificiran.[4]

- Hokej na travi: Rumeni karton v tem športu pomeni začasno izključitev. Trajanje izključitve določi sodnik, načeloma pa traja izključitev pet minut za verbalne prekrške in deset minut za fizične prekrške.[5] Mogoče je, da igralec prejme dva rumena kartona za dva različna prekrška na eni tekmi, a naj bi bila dolžina kazni z vsakim rumenim kartonom daljša. Ko se ponovi prekršek, zaradi katerega je sodnik že podelil rumeni karton, se ne sme še enkrat uporabiti rumenega kartona - sodnik v tem primeru mora poseči po kartonu druge, resnejše barve. Pravila tudi določajo, da mora biti dolžina kazni za manjši prekršek krajša od tiste za večji prekršek, četudi igralec za oba prekrška prejme rumeni karton. Podobno kot zeleni karton, lahko tudi rumenega sodnik pokaže posameznemu igralcu, trenerju ali kapetanu, kadar je celotno moštvo kršilo pravila.[5] V tem primeru je začasno izključen kapetan moštva.

- Kanu polo: Rumeni karton pomeni, da igralec prejme dvominutno kazen, v času katere ne sme biti zamenjan.[6] Igralec lahko rumeni karton prejme za namerni in/ali nevarni prekršek, s katerim nasprotniku prepreči dosego gotovega zadetka, za nevarno nedovoljeno igro, ki je namerna in se ponavlja, za prostaški jezik, za neprestano ugovarjanje sodnikovim odločitvam ali za tretji prejeti zeleni karton.

- Konjeniški športi: Rumene kartone lahko konjeniki na tekmovanji pod okriljem FEI prejmejo za zlorabo konja ali za nedovoljeno vedenje do sodnika.[7] Pravilniki pod zlorabo konja razumejo ježo na očitno pohabljenem konju, ježo na izmučenem konju, prekomerno uporabo biča in/ali ostrog, ter nevarno ježo. Jezdeci se lahko odločijo ne sprejeti prejeti karton, a si s tem lahko prislužijo zaslišanje pred disciplinsko komisijo. Rumenemu kartonu lahko sledi diskvalifikacija in kasneje še globa in/ali suspenz.[7]

- Mešane borilne veščine, organizacije PRIDE (ukinjen), DEEP in ZST: Nekatere japonske organizacije borilnih veščin uporabljajo rumeni karton kot opozorilo tekmovalcu. Tretji rumeni karton pomeni diskvalifikacijo.

- Odbojka: Rumeni karton se v odbojki uporablja na različne načine in za različne prekrške. Prejme ga lahko tako igralec kot moštveni funkcionar. Odbojkarski sodniki običajno kažejo rumene kartone ob prvem pojavu agresivnega ali žaljivega obnašanja. Sodnik lahko zaradi zavlačevanja igre pokaže rumeni karton tudi celotnemu moštvu, v tem primeru to nakaže tako, da v isti sapi dvigne rumeni karton v zrak in z drugo roko pokaže na zapestje.[8] V vsakem primeru rumeni karton pomeni, da moštvo s svojega konta izgubi igralne točke. Če sodnik igralcu pokaže rdeči karton skupaj z rumenim, je igralec diskvalificiran in mora nemudoma z igrišča, prav tako se do konca srečanja ne sme vrniti v ekipo.[8] V ameriški univerzitetni ligi NCAA poznajo manjšo razliko v pravilih, saj rdeči in rumeni karton pokazana skupaj pomenita igralčev odhod z igrišča (do konca srečanja), pri rdečem in rumenem kartonu pokazanima narazen pa je igralec diskvalificiran in mora nemudoma zapustiti tako igralne površine kot površine namenjene obiskovalcem (tribune).

- Rokomet: Sodnik pokaže rumeni karton igralcu, ki stori hujši prekršek. Med take prekrške sodi nešportno vedenje ali nalet direktno na nasprotnika, pri katerem je namera zadeti nasprotnika in ne žogo. Drugi rumeni karton pomeni izključitev s tekme. Mednarodna rokometna zveza (IHF) sicer sodnikom dovoljuje diskretnost, da po rumenem kartonu po občutku sežejo tudi izven opisanih situacij.[9]

- Rugby league: Rumeni kartoni se v športu rugby league na južni polobli običajno ne uporabljajo, saj sodnik 10-minutno kazen pokaže z dvigom obeh rok v zrak, s prsti narazen (prsti označujejo število 10 - deset minut kazni).

- Rugby union: Igralec, ki mu je sodnik pokazal rumeni karton, je izključen za deset minut, drugi rumeni karton na isti tekmi pa pomeni avtomatski rdeči karton in izključitev do konca tekme.[10] Med kršitve za rumeni karton sodijo obstrukcija, ponavljajoči se prekrški, nevarna igra in nepravilno vedenje - vse navedene kršitve so za oči nepoznavalca sicer že pregovorni del športa.

- Sabljanje: Rumeni karton pomeni opozorilo sabljaču in velja do konca dvoboja.[11] V nekaterih primerih se lahko sabljače celo kaznuje z odvzemom doseženega dotika. Rumeni karton se podeli za prekrške 1. skupine, med katere sodi navezovanje telesnega kontakta z nasprotnikom, odhod s piste brez dovoljenja in neupoštevanje sodnika. Rumeni karton se lahko podeli tudi, ko je sabljač ob prvem sodnikovem pozivu na pisti nepripravljen za borbo. Rumeni karton lahko prejme tudi katera koli oseba na tekmovališču (ne nujno na pisti), ki moti red tekmovanja - tako kršitev se le prvič kaznuje z rumenim kartonom, za ponovitve takih kršitev se sme poseči po kartonih resnejših barv.[11]

- Vaterpolo: V vaterpolu lahko sodnik pokaže rumeni karton posameznemu igralcu ali celotni klopi. Celotni klopi običajno pokaže sodnik rumeni karton, kadar pravila krši trener. Drugi rumeni karton pomeni avtomatski rdeči karton in izključitev s tekmovanja v trajanju cele tekme.

### Rdeči karton
Rdeči karton je prisoten v številnih športih. Njegov pomen je od športa do športa drugačen, a vendar se ga največkrat podeli za resen prekršek in pomeni takojšnjo prepoved nadaljevanja igre.
- Nogomet: Pri nogometu sodnik izreče nogometašu najstrožjo kazen v obliki rdečega kartona, ko je le-ta zagrešil resen prekršek. Igralec, ki dobi rdeči karton, mora po pravilih takoj zapustiti igrišče in se z njega odstraniti v slačilnico.[2] Tako kaznovani igralec tekme ne sme niti spremljati z roba igrišča. Ekipa, katere igralec je dobil rdeči karton, tudi ne sme namesto njega v igro poslati drugega nogometaša, temveč mora tekmo nadaljevati z igralcem manj. Rdeči karton lahko prejmejo le igralci na igrišču in tisti, ki so del tekme že preigrali na igrišču, pa jih je nato trener zamenjal. Trenerji in ostali delavci torej ne morejo prejeti rdečega kartona.

Po pravilih svetovne nogometne zveze se lahko rdeči karton podeli v naslednjih primerih:
1. Izjemno grob prekršek, ki resno ogrozi nasprotnega igralca.
2. Nasilniško obnašanje.
3. Pljuvanje proti soigralcem.
4. Namerna igra z roko katerega koli igralca, razen vratarja v kazenskem prostoru, z namenom, da bi se preprečil zadetek.
5. Prekršek, ki je storjen z namenom, da se prepreči očiten zadetek nasprotnika (tako imenovana nešportna poteza).
6. Uporaba žaljivk ali žaljivih gest.
7. Avtomatska najstrožja kazen za drugi rumeni karton na isti tekmi.

Poleg izključitve s tekme, na kateri je nogometaš prejel rdeči karton, lahko tak nogometaš dobi še dodatno kazen v obliki prepovedi igranja na poljubnem številu prihodnjih tekem (vedno pa najmanj na naslednji) in denarne kazni.
V primeru, da rdeči karton prejme vratar, ga sme klub zamenjati, vendar le na račun enega od igralcev, ki so na igrišču. Odločitev je v tem primeru odvisna od trenerja ali selektorja. V primeru, da je ekipa, katere vratar je bil izključen zaradi rdečega kartona, že izkoristila vse menjave, mora v gol iti eden od nogometašev z igrišča.
- Bandy: Rdeči karton pomeni, da igralec prejme prepoved igre za preostanek srečanja in ne more biti zamenjan.[3] Prekrška za rdeči karton sta direkten nalet na nasprotnika ali uporaba prostaškega jezika. Rdeči karton lahko prejme tako igralec kot trener. V primeru, da rdeči karton prejme trener, mora eden od igralcev na igrišču prestati desetminutno kazen, v teh 10 minutah njegova ekipa igra z igralcem manj.

- Hitra hoja: Rdeči karton pomeni, da se tekmovalec v poljubnem trenutku z nobenim od podplatom ne dotika tal ali da tekmovalčeva noga ni stegnjena, ko se dotakne tal. Za prvo tako kršitev sodnik sicer podeli rumeni karton, drugo kršitev pa se s strani istega sodnika kaznuje z drugim rumenim kartonom, kar se avtomatično pretvori v rdečega. Če tekmovalec na tekmi prejme rdeči karton s strani treh različnih sodnikov, sledi diskvalifikacija in predčasen konec tekmovanja.[4]

- Hokej na travi: Igralec, ki prejme rdeči karton, je dokončno izključen. Do konca tekme ne sme več pomagati soigralcem na igrišču, niti ne sme namesto njega v igro priti rezervni igralec. Za razliko od ostalih kazni v hokeju na travi sodnik nikoli ne pokaže rdečega kartona kapetanu kot predstavniku cele ekipe. Rdeči kartoni pri hokeju na travi so običajno okrogle oblike.[5]

- Kanu polo: Rdeči karton pomeni, da igralec prejme prepoved igre za preostanek srečanja in ne more biti zamenjan.[6] Igralec si lahko rdeči karton prisluži z naletom na nasprotnika, stalnimi prekrški ali prostaškim jezikom. Rdeči karton je mogoče prejeti tudi tako, da sodnik razveljavi rumeni karton in se odloči za rdečega, ali tako da sodnik vidi, da predhodno podeljen rumeni karton ni imel željenega učinka na igralčevo igro ali obnašanje. Dva rumena kartona se takoj pretvorita v rdeči karton in takojšnjo izključitev.

- Mešane borilne veščine, organizacija PRIDE: Rdeči karton se uporablja kot kazen, zaradi katere borec izgubi 10 % prvotno obljubljenega honorarja. Gre za interno pravilo organizacije PRIDE Bushido.

- Odbojka: Rdeči karton lahko prejme igralec ali funkcionar moštva (trener, pomočnik trenerja, itd.), pomeni pa takojšen odhod z igrišča. Odbojkarski sodniki običajno kažejo rdeče kartone ob drugem pojavu agresivnega ali žaljivega obnašanja.[8] Izključeni igralci morajo zapustiti igralno površino in preostanek seta prebiti v kazenski coni. Če moštvo izključenega igralca ne more pravilno zamenjati, set avtomatično pripade nasprotni ekipi.[8] Če sodnik igralcu pokaže rdeči karton skupaj z rumenim, je igralec diskvalificiran in mora nemudoma z igrišča, prav tako se do konca srečanja ne sme vrniti v ekipo.[8] V ameriški univerzitetni ligi NCAA poznajo manjšo razliko v pravilih, saj rdeči in rumeni karton pokazana skupaj pomenita igralčev odhod z igrišča (do konca srečanja), pri rdečem in rumenem kartonu pokazanima narazen pa je igralec diskvalificiran in mora nemudoma zapustiti tako igralne površine kot površine namenjene obiskovalcem (tribune).

- Rokomet: Rdeči karton pomeni diskvalifikacijo igralca za preostanek srečanja. Možni vzroki za prejem rdečega kartona so nešportno vedenje, hud prekršek ali tretja dvominutna kazen.[9] Moštvo igralca, ki je bil kaznovan z rdečim kartonom, ima za preostanek tekme na voljo enega igralca manj. Rdeči karton se v razmerju sil na igrišču pretvori v dvominutno kazen, ki jo namesto kaznovanega igralca presedi eden od soigralcev. Ta se po preteku kazni dveh minut vrne na igrišče namesto kaznovanega igralca.[9]

- Rugby: Rdeči karton pomeni igralčevo izključitev in takojšnjo prepoved igre.[10] Na reprezentančnih tekmah lahko rdeči karton prejme vsak igralec, ki napravi kršitev Pravilnika 10 - Prekršek. Rdeči kartoni se sicer običajno podelijo za resne prekrške. Dva rumena kartona se takoj pretvorita v rdeči karton in takojšnjo izključitev.

- Sabljanje: Rdeči karton za sabljača pomeni, da se na nasprotnikov konto za kazen pripiše en dotik (ena točka oziroma zadetek).[11] Rdeči karton prejme sabljač ob drugem primeru prekrška 1. ali 2. skupine ali ob prvem primeru prekrška 3. skupine.[11] Rdeč karton lahko sicer sabljač prejme tudi, če ob drugem sodnikovem pozivu na pisti ni pripravljen za dvoboj.

- Vaterpolo: Rdeči karton se podeli trenerju in/ali igralcu na klopi za drugi primer nepravilne igre ali obnašanja po prejetem rumenem kartonu. Rdeči karton se lahko podeli tudi brez predhodnega rumenega kartona, v primeru resnih kršitev (npr. verbalnega pritiska nad sodnikom ali funkcionarjem na zapisnikarski mizi).

## Ostali kazenski kartoni

### Zeleni karton
Zeleni karton se v nekaterih športih uporablja kot uradno opozorilo igralcu, ki je napravil manjši prekršek, ki ne zagotavlja več varnosti pred resnejšo kaznijo.
- Kanu polo: Zeleni karton pomeni uradno opozorilo posameznemu igralcu ali celotni ekipi.[6] Razlogi zanj so različni, največkrat pa gre za namerno nešportno vedenje ali nepotrebno verbalno komunikacijo s sodnikom.

- Hokej na travi: Zeleni karton pomeni uradno opozorilo po storjenem manjšem prekršku. Če igralec prejme dva zelena kartona, se to pretvori v rumeni karton, ki avtomatično pomeni izključitev za 5 minut. V tem primeru bo sodnik pokazal najprej drugi zeleni karton in šele nato rumenega. Ko se prekršek, za katerega je sodnik že podelil zeleni karton, ponovi, naj bi takoj sledil rumeni karton. Zeleni karton lahko sodnik pokaže posameznemu igralcu ali kapetanu kot opozorilo celotni ekipi. Zeleni kartoni kapetanom kot predstavnikom celotnega moštva se obravnavajo ločeno od kartonov, ki jih je prejel kapetan kot igralec. Zeleni kartoni v hokeju na travi so običajno trikotne oblike.[5]

### Beli karton
Beli karton se uporablja v bandyju. Igralec, ki prejme beli karton, je zavezan za 5 minut oditi z igralne ploskve in odsedeti do preteka kazni na kazenski klopi blizu centerske črte. V teh 5 minutah trener kaznovanega igralca ne sme zamenjati z drugim igralcem. Trener seveda ima možnost, da ob preteku kazni kaznovanega igralca ne pošlje več nazaj v igro, ampak da na njegovo mesto pošlje katerega drugega igralca. Prekrški, ki kličejo po belem kartonu, so nepravilne menjave, ponavljajoči se nedovoljeni - četudi nenasilni - naleti na nasprotnika in oviranje nasprotnikov pri izvedbi prostih strelov.

### Modri karton
Modri karton se uporablja v bandyju. Igralec, ki prejme modri karton, je zavezan za 10 minut oditi z igralne ploskve in odsedeti do preteka kazni na kazenski klopi blizu centerske črte. V teh 10 minutah trener kaznovanega igralca ne sme zamenjati z drugim igralcem. Trener seveda ima možnost, da ob preteku kazni kaznovanega igralca ne pošlje več nazaj v igro, ampak da na njegovo mesto pošlje katerega drugega igralca. Prekrški, ki kličejo po modrem kartonu, so resnejši od tistih za beli karton. Primeri: nasilni ali nevarni naleti na nasprotnika, namerno ustavljanje žoge z visoko palico in protestiranju glede sodnikovih odločitev. Modri karton so od leta 2007 pričeli uporabljati tudi v nogometnem pokalu Clericus Cup, pokalu pod okriljem Katoliške cerkve v Rimu, v katerem sodelujejo ekipe misijonskih seminarjev, katoliških univerz, katoliških kolegijev idr. V tem pokalnem tekmovanju modri karton predstavlja 5-minutno kazen, podeli pa se ga zaradi nešportne igre. Clericus Cup ne spada pod okrilje Fife, ampak gre zgolj za znano katoliško športno tekmovanje.

### Črni karton
Črni karton se uporablja v sabljanju. Zaradi resnih kršitev pravil ga podeli direktor tekmovanja. Črni karton se podeli za dva prekrška 3. skupine (ob prvem se podeli rdeči, ob drugem pa črni karton) ali kateri koli prekršek 4. skupine. V 3. skupino sodi motenje borbe in namerno potvarjanje oznake opravljenega varnostnega pregleda opreme, prekrška 4. skupine pa sta namerna brutalnost in sabljačeva odločitev, da se ne bo boril ali da ne bo pozdravil. Pozdravi so namreč obvezni del sabljaškega protokola. Črni kartoni so v sabljanju zelo redki, a vendar se dogajajo. V skladu s pravili je tudi mogoče, da črni karton prejme kateri od gledalcev. V tem primeru gledalec izvaja prekršek 3. skupine, gre torej za motenje borbe. Ko sabljač prejme črni karton, je avtomatično izključen iz preostanka tekmovanja in lahko prejme tudi suspenz za prihodnja tekmovanja. V uradni statistiki turnirja se njegovo ali njeno ime zamenja z besedama »SABLJAČ IZKLJUČEN«.